# Moldavie au Concours Eurovision de la chanson 2021
La Moldavie est l'un des trente-neuf pays participants du Concours Eurovision de la chanson 2021, qui se déroule à Rotterdam aux Pays-Bas. Le pays est représenté par la chanteuse Natalia Gordienko et sa chanson  SUGAR, sélectionnées en interne par le diffuseur moldave TRM. Le pays se classe 13e avec 115 points lors de la finale.

## Sélection
Le diffuseur moldave TRM confirme sa participation à l'Eurovision 2021 le 26 octobre 2020. Le 26 janvier 2021, le diffuseur annonce que Natalia Gordienko, sélectionnée pour représenter le pays à l'Eurovision 2020 avant son annulation, est reconduite dans son rôle de représentante. Sa chanson, intitulée SUGAR, est présentée le 4 mars 2021.

## À l'Eurovision
La Moldavie participe à la deuxième demi-finale du 20 mai 2021. Elle s'y classe 7e avec 179 points, se qualifiant donc pour la finale. Lors de celle-ci, elle termine à la 13e place avec 115 points.